# Гипотеза Гешвинда — Галабурды
Гипотеза Гешвинда — Галабурды (англ. Geschwind-Galaburda Hypothesis) — предложенная Норманом Гешвиндом и Альбертом Галабурдой гипотеза о связи между полом и различиями в познавательных способностях, а также об их связи с латерализацией мозговых функций. Основная идея состоит в том, что различия в уровне развития полушарий мозга определяются уровнем тестостерона в крови у матери будущего ребёнка в период беременности.